# ديفيد دين
ديفيد دين (بالإنجليزية: David Dean)‏ (27 يوليو 1847 في المملكة المتحدة - 19 يونيو 1919 في المملكة المتحدة) هو لاعب كريكت بريطاني (وحمل سابقاً جنسية المملكة المتحدة لبريطانيا العظمى وأيرلندا). لعب مع نادي مقاطعة ساسكس للكركيت ‏.

## وصلات خارجية
- ديفيد دين على موقع إي آس بي آن كريك إنفو (الإنجليزية)